# Kären Wigen
Kären Esther Wigen (nascida em 29 de dezembro de 1958) é uma historiadora, geógrafa, autora e educadora americana. Atualmente, é professora de história na Universidade de Stanford .

## Infância e educação
Wigen nasceu em East Lansing, Michigan, nos Estados Unidos. Em 1980 se formou na Universidade de Michigan, onde estudou literatura japonesa, e em 1990 obteve um doutorado em geografia na Universidade da Califórnia em Berkeley.

## Carreira
Wigen ensinou na Duke University a partir de 1990. Atualmente ela é professora de história na Universidade Stanford . Ela é especializada no leste da Ásia e ensina história japonesa e história da cartografia .

## Trabalhos
O primeiro livro de Wigen, The Making of a Japanese Periphery, 1750-1920 (1995), explora o sul da província de Nagano, no Japão, e como ela foi transformada pela indústria da seda. A Criação da Periferia Japonesa, 1750-1920 ganhou, em 1992, o Prêmio John K. Fairbank da Associação Histórica Americana.
Wigen estudou a mesma localidade em seu segundo livro, A Maleable Map: Geographies of Restoration in Central Japan, 1600-1912 (2010), explorando os papéis da cartografia, corografia e regionalismo. Ela se concentra em como a relação entre identidades regionais e nacionais desempenhou um papel integral na criação do Japão moderno. Wigen argumenta que as formas pictóricas e não pictóricas pelas quais a localização geográfica de Shinano foi mostrada redefiniram as maneiras pelas quais as pessoas concebiam o lugar.
Seu terceiro livro, The Myth of Continents: A Critique of Metageography (1997), em coautoria com Martin Lewis, explica por que o atual sistema de classificação de certas massas de terra como "continentes" é relativamente recente e derivado mais de acidentes históricos e preocupações políticas do que das características geográficas naturais.  A preocupação de Lewis e Wigen é a metageografia, que eles definem como o conjunto de estruturas espaciais através das quais as pessoas ordenam seu conhecimento do mundo. Eles também incluem as formas contestadas, arbitrárias, carregadas de poder e muitas vezes inconsistentes em que essas estruturas são representadas epistemologicamente.